# Lions Bay
Lions Bay är en ort i Kanada.   Den ligger i Metro Vancouver Regional District och provinsen British Columbia, i den sydvästra delen av landet, 3 500 km väster om huvudstaden Ottawa. Lions Bay ligger 66 meter över havet och antalet invånare är 1 385.
Terrängen runt Lions Bay är bergig österut, men västerut är den kuperad. Havet är nära Lions Bay västerut. Närmaste större samhälle är West Vancouver, 10,8 km sydost om Lions Bay. 
I omgivningarna runt Lions Bay växer i huvudsak barrskog. Runt Lions Bay är det mycket glesbefolkat, med 3 invånare per kvadratkilometer.